# 도쿠가와 아키타케
도쿠가와 아키타케(일본어: 徳川昭武, 1853년 10월 26일 ~ 1910년 7월 3일)는 시미즈 도쿠가와가 제6대 당주였으며 후에 미토번 마지막 번주를 지냈다. 원복 직후의 이름은 마쓰다이라 아키노리(松平昭徳).
아키타케는 미토 번 선선대 번주 도쿠가와 나리아키의 18남으로 미토번 선대번주 도쿠가와 요시아쓰와 쇼군 도쿠가와 요시노부의 이복동생에 해당한다. 어머니는 지카코(마데노코지 다쓰후사의 6녀)이다. 자식은 다케사다(마쓰도 자작가 시조) 등이 있다. 아키타케는 마사히토 친왕비 하나코의 외외증조부이다.